# Pilina

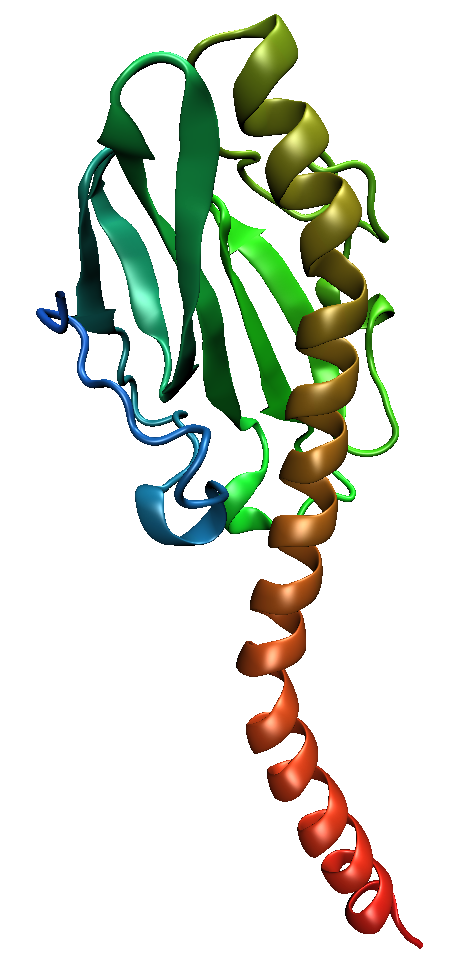
La proteïna pilina de Neisseria gonorrhoeae, un bacteri paràsit que requereix pilis funcionals per a causar patogènesi.

Pilin es refereix a una classe de proteïnes fibroses que es troben en estructures de pilus en bacteris. El pili bacterià es forma per a facilitar l'intercanvi de material genètic durant la conjugació bacteriana, i un pilus curt anomenat fímbria és emprat com a mecanisme d'adhesió cel·lular. Encara que no tots els bacteris tenen pili o fímbries, els patògens bacterians sovint utilitzen les seves fímbries per a adherir-se a cèl·lules de l'hoste. En bacteris gramnegatius els pili són les molècules de pilina més comunes es troben individualment i unides per interaccions no covalents entre proteïnes, mentre que els bacteris grampositius sovint presenten la pilina polimeritzada.
Les proteïnes de pilina mateixes són proteïnes α+β caracteritzades per una hèlix alfa N-terminal molt llarga. Moltes pilines són modificades després de la traducció per glicosilació o fosforilació. El procés de d'elongació del pilus complet depèn d'interaccions entre les hèlixs N-terminal dels monòmers individuals. L'estructura de pilus segresta les hèlixs en el centre de la fibra que formen un porus central, mentre que els fulls beta antiparal·lels ocupen l'exterior del fibra . El mecanisme exacte d'assemblea de pilus des de monòmers no es coneix, encara que les proteïnes xaperona han estat identificats en alguns tipus de pili i els aminoàcids específics exigits per a formació de pilus pròpia s'ha aïllat .